# پس‌کوچه‌های شمرون
پس‌کوچه‌های شمرون فیلم رمانتیک به کارگردانی کامران قدکچیان محصول سال ١٣٩١ است. 
این فیلم در ٢۵ خرداد ١٣٩١ در سینماهای سراسر کشور اکران شده است.

## بازیگران
- شاهرخ استخری
- حدیث چهره پرداز
- اکبر عبدی
- زهره حمیدی
- محمدرضا شریفی‌نیا

## داستان
دو جوان که به تازگی ازدواج کرده‌اند به دلیل شرایط، قادر به ادامه زندگی با همدیگر نیستند. آن‌ها قصد جدایی دارند، اما در روزی که برای ثبت طلاق خود به محضر رفته‌اند با اتفاقات غیرمنتظره ای مواجه می‌شوند…